# Gruppo Sportivo Hockey Trissino 1979
Questa voce raccoglie le informazioni riguardanti il Gruppo Sportivo Hockey Trissino nelle competizioni ufficiali della stagione 1979.

## Maglie e sponsor
| 1ª divisa |

## Rosa
| N° | Naz.              | Ruolo | Sportivo               |  |  |  |
| -- | ----------------- | ----- | ---------------------- |  |  |  |
| ?  | Italia (bandiera) | E     | Giuseppe Bertacco      |  |  |  |
| ?  | Italia (bandiera) | E     | Alberto Cenzi          |  |  |  |
| ?  | Italia (bandiera) | E     | Aronne Cerato          |  |  |  |
| ?  | Italia (bandiera) | E     | Antonio Faccin         |  |  |  |
| ?  | Italia (bandiera) | P     | Giampaolo Faggion      |  |  |  |
| ?  | Italia (bandiera) | P     | Giampaolo Gentillin    |  |  |  |
| ?  | Italia (bandiera) | E     | Giuseppe Golin         |  |  |  |
| ?  | Italia (bandiera) | E     | Massimiliano Nicoletti |  |  |  |
| ?  | Italia (bandiera) | E     | Giampaolo Pasqualotto  |  |  |  |
| ?  | Italia (bandiera) | E     | Alberto Peruffo        |  |  |  |
| ?  | Italia (bandiera) | E     | Bonaventura Stocchetti |  |  |  |
| ?  | Italia (bandiera) | P     | Maurizio Zenoni        |  |  |  |

- Allenatore: